# Robert Zankl
Robert Franz Zankl (* 28. August 1973) ist ein ehemaliger österreichischer Fußballspieler.

## Karriere
Zankl spielte bis Jänner 1993 beim SC Globasnitz, ehe er zum SAK Klagenfurt wechselte. Mit dem SAK stieg er 1995 in die zweite Liga auf. Sein Debüt in der zweithöchsten Spielklasse gab er im August 1995, als er am zweiten Spieltag der Saison 1995/96 gegen den SC Austria Lustenau in der Startelf stand. Bis Saisonende kam er zu 26 Zweitligaeinsätzen, mit den Klagenfurtern stieg er allerdings nach nur einer Spielzeit wieder in die Regionalliga ab.
Nach elfeinhalb Jahren beim SAK wechselte Zankl zur Saison 2004/05 zur WSG Brückl. Zur Saison 2005/06 wechselte er zum SK Kühnsdorf, bei dem er zwischen 2006 und 2009 zu 79 Einsätzen kam. Nach der Saison 2008/09 verließ er Kühnsdorf. Nach einem halben Jahr ohne Verein schloss er sich im Jänner 2010 ASKÖ Mittlern an. Bei Mittlern kam er zu 35 Einsätzen, ehe er seine Karriere nach der Saison 2010/11 beendete.